# Per-Olof Östrand
Per-Olof Östrand   (Hofors, 13 de juny de 1930 - Skärholmen, 26 d'octubre de 1980) fou un nedador suec, especialista en estil lliure, que va competir durant les dècades de 1940 i 1950.
Durant la seva carrera esportiva va prendre part en tres edicions dels Jocs Olímpics d'Estiu. El 1948, als Jocs de Londres, disputà tres proves del programa de natació. Destaca la quarta posició en els 4x200 metres lliures, mentre en les altres dues proves que disputà quedà eliminat en sèries. Quatre anys més tard, als Jocs de Hèlsinki, va disputar dues proves del programa de natació. Va guanyar la medalla de bronze en els 400 metres lliures, mentre en els 4x200 metres lliures fou quart. El 1956, a Melbourne, disputà el seus tercers i darrers Jocs, en els quals quedà eliminat en sèries en la cursa dels 400 metres lliures.
En el seu palmarès també destaquen dues medalles d'or i una de bronze al Campionat d'Europa de natació de 1947, 1950 i 1954. i vint-i-un campionats nacionals en piscina llarga, sis dels 200 metres lliures, sis dels 1.500 metres lliures i nou dels 400 metres lliures, entre 1947 i 1955.